# Ekonomsko dobro
Dobro, u ekonomskom smislu, je definirano kao proizvod ili usluga koji direktno ili indirektno zadovoljava ljudske potrebe.

## Vrste dobara
Vrste dobara su slobodna ili oskudna dobra; proizvodi, usluge ili prava; potrošačka ili proizvođačka dobra; potrošna ili trajna dobra; supstitucijska ili komplementarna dobra; te homogena ili heterogena dobra.
Slobodna dobra su npr. zrak, sunce, voda (voda u određenim okolnostima prestaje biti slobodno dobro).

Oskudna dobra posjeduju vrijednost iskazanu tržišnom cijenom. Što je dobro oskudnije, to mu je cijena u pravilu viša.
Proizvodi (ili materijalna dobra) su sirovine, strojevi, prehrambeni proizvodi i slična dobra.

Usluge (ili nematerijalna dobra) su npr. zdravstvena njega, prijevozničke usluge itd.

Prava, kao dodatna kategorija nematerijalnih dobara su primjerice patenti, autorska prava, te licence.
U potrošačka dobra se ubrajaju prehrambeni proizvodi, odjeća ili namještaj, dok se u proizvođačka (ili investicijska) dobra ubrajaju sirovine, alati, strojevi i slično.
Potrošna dobra su ona koja imaju svojstvo korištenja (uglavnom) samo jednom, poput prehrambenih ili kozmetičkih proizvoda, dok trajna dobra pružaju mogućnost učestalijeg (u većini slučajeva dugogodišnjeg) korištenja (primjerice namještaj, strojevi i slično).
Substitucijska dobra se mogu zamijeniti nekim drugim dobrima (primjerice maslac i margarin). Ova vrsta dobara se prepoznaje po tome što povećana potrošnja jednog dobra smanjuje potrošnju drugog.

Komplementarna dobra su ona koja se međusobno nadopunjuju (primjerice automobil i gorivo). Ova vrsta dobara se prepoznaje po tome što povećana potrošnja jednog dobra istovremeno povećava potrošnju drugog.
Homogena dobra su istovjetna ili naizgled istovjetna dobra unutar jedne grupe proizvoda ili usluga.

Heterogena dobra su dobra koja se međusobno razlikuju prema proizvodnim svojstvima, te koje stoga potrošači različito doživljavaju, iako se radi o istoj grupi proizvoda ili usluga (primjerice različite sorte kave ili voća)